# Hererofriedhof
Der Hererofriedhof (englisch Herero Grave Complex) ist ein Friedhof in Okahandja in der Region Otjozondjupa in Namibia. Der Friedhofskomplex ist seit dem 20. März 1990 ein Nationales Denkmal Namibias.
Zentraler Punkt des Friedhofs der Herero ist das Denkmal von drei traditionellen Führern. Der Friedhof gilt als wichtigster Ort der Herero und wird heute noch als Verehrungsort im Rahmen des Hererotages aufgesucht. Hier dürfen nur traditionelle Führer beigesetzt werden.

## Beigesetzte Personen
(Auswahl)
- Vekuii Rukoro (1954–2021)
- Fanuel Tjombe (1947–2014)
- Alfons Maharero (1938–2012)
- Kuaima Riruako (1935–2014)
- Assaria Kamburona (1932–2014)
- David Kukajorua Ndisiro (1925–1999)
- Clemens Kapuuo (1923–1978)
- Katjinda Tjiho (1916–2008)
- Frederick Maharero (1875–1952)
- Hosea Kutako (1870–1970)
- Samuel Maharero (1856–1923)
- Maharero (1820–1890)
- Tjamuaha ua Tjirue (1790–1861)
- Jonker Afrikaner (1790–1861)
- Kaimbire Tjamuaha
- David Kaonjonga Kambazembi
- David Ndisiro